# Jan Sandström (kemist)
Jan Olof Sandström, född 27 juli 1925 i Lunds stadsförsamling, död 27 augusti 2011 i S:t Hans församling, var en svensk kemist. 
Han var 1979–1991 professor i organisk kemi vid Lunds universitet.